# تل عدشیم (اسرائیل)
تل عدشیم (به لاتین: Tel Adashim) یک موشاو در اسرائیل است که در Jezreel Valley Regional Council واقع شده‌است.